# История почты и почтовых марок острова Вознесения

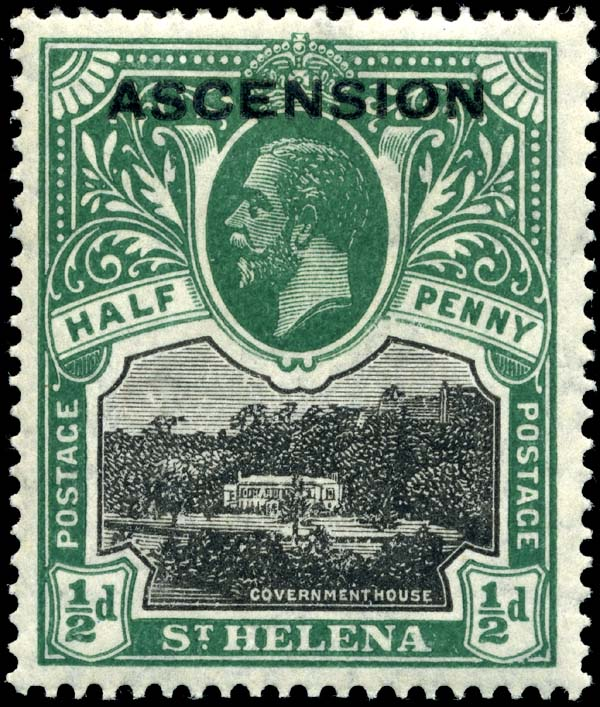
Первые почтовые марки острова Вознесения представляли собой марки острова Святой Елены с надпечаткой

Остров Вознесения - остров в южной части Атлантического океана, часть более обширной британской заморской территории Острова Святой Елены, Вознесения и Тристан-да-Кунья. Как и другие британские заморские территории, он выпускает собственные почтовые марки, которые обеспечивают острову доход от продаж коллекционерам за границу, а также используются для оплаты пересылки внутренних и международных почтовых отправлений.

## Развитие почты
Первоначально почта доставлялась нерегулярно по мере захода судов. С февраля 1858 года использовался календарный почтовый штемпель, а в 1863 году компания Union Steamship Co. начала регулярную перевозку почты, которая продолжалась до 1977 года. 3 марта 1867 года британские почтовые марки стали действительными для почтовых отправлений острова Вознесения и продолжали использоваться до 1922 года, когда остров Вознесения стал зависимой территорией острова Святой Елены. 

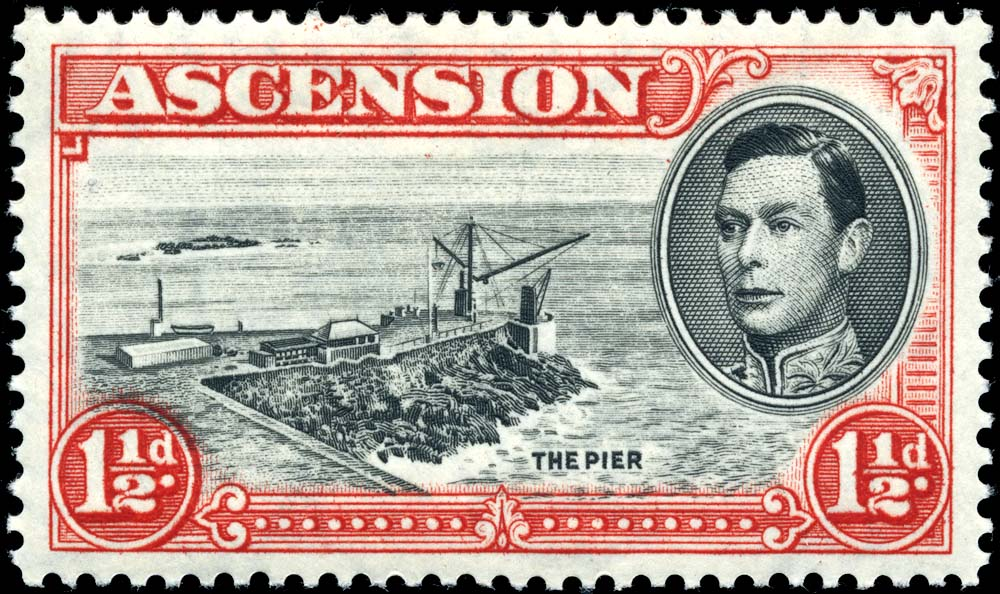
Почтовая марка 1938 года с изображением «Пирса»

## Первые марки
2 ноября 1922 года девять почтовых марок острова Св. Елены с надпечаткой "Ascension" («Вознесение») пришли на смену британским почтовым маркам. За ними в 1924 году последовала серия из 12 марок, выполненная в стиле острова Святой Елены, но с надписью для острова Вознесения. В 1934 году на серии из десяти гравированных марок были изображены различные виды острова.

## Георг VI
В 1938 году видовая серия была переиздана с портретом Георга VI, заменившим изображение его отца. Затем последовали марки с различными изменениями в цвете и зубцовке, последняя из которых была выпущена в феврале 1953 года.

## Королева Елизавета
Новая стандартная серия из 13 марок 1956 года напоминала предыдущие марки, но была немного выше и на ней помимо местных видов присутствовали карты и изображения местных животных. Затем до 1963 года, когда вышла серия из 14 почтовых марок с изображением птиц, новые почтовые марки не выпускались.
С 1963 года памятные и специальные выпуски стали появляться чаще. В 1990-х типичной эмиссионной политикой был выпуск 5-6 серий в год, каждая из которых состояла из 4–5 марок разных рисунков. 

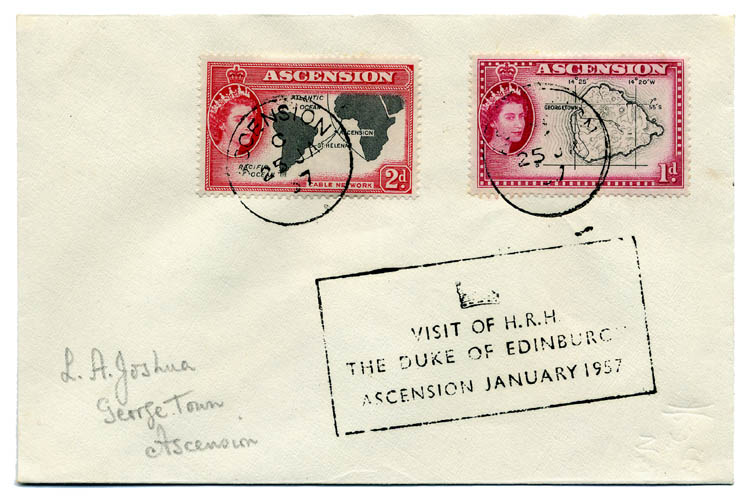
Конверт письма, отправленного по почте во время визита герцога Эдинбургского в 1957 г.